# Geopolimero

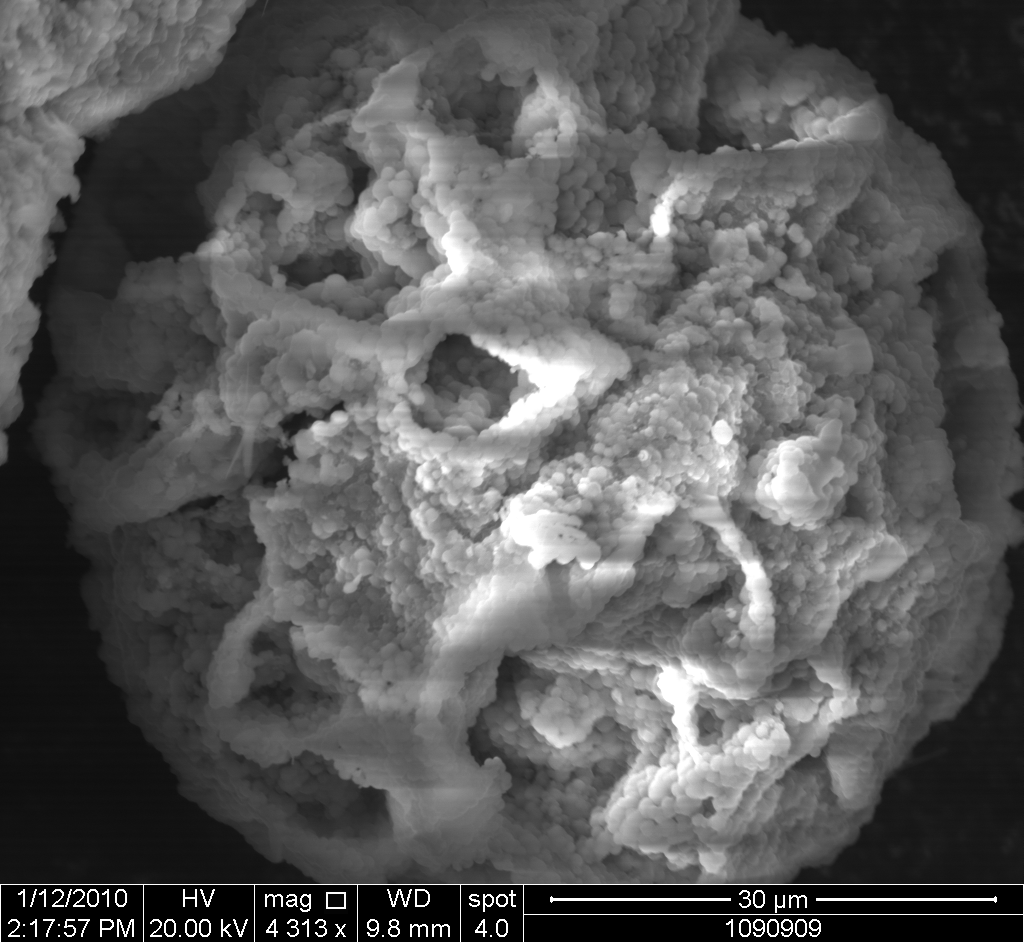
Granulo di un geopolimero al microscopio

Geopolimero è un termine che indica una categoria di materiali sintetici a base di alluminosilicati potenzialmente usabili in numerosi settori, ma soprattutto in sostituzione del cemento Portland. Il nome geopolimero fu introdotto da Joseph Davidovits negli anni  '70 del secolo scorso, benché materiali simili fossero stati prodotti nell'Unione Sovietica fin dagli anni 1950, sotto il nome di suolocementi.

## Ricerca
Lo scopo principale delle attuali ricerche è di esplorare la possibilità di produrre in larga scala i geopolimeri in sostituzione del calcestruzzo prodotto con il cemento Portland. I vantaggi sono le emissioni molto più ridotte di anidride carbonica, la maggiore resistenza agli agenti chimici e alla temperatura, e le migliori proprietà meccaniche anche in condizioni estreme.

## Produzione
I geopolimeri sono in genere ottenuti come risultato della reazione della polvere di un alluminosilicato con una soluzione silicatica alcalina in condizioni vicine a quelle ambientali. Per la sintesi in laboratorio dei geopolimeri è comunemente usato il metacaolino (Al2O3·2SiO2) o caolino calcinato, ottenuto con l'attivazione termica di argilla caolinite. I geopolimeri possono anche essere trovati in fonti naturali come materiali pozzolanici, come la lava o le ceneri volanti di carbone. La maggior parte degli studi è stata condotta utilizzando materiali di scarto come rifiuti industriali o rocce sedimentarie, fonte di metacaolina e altri alluminosilicati.

## Teoria
La maggior parte della crosta terrestre è costituita da composti di Silicio-Alluminio. Davidovits suggerì nel 1978 che un singolo composto contenente sia alluminio che silicio, possibilmente di origine geologica, potesse esser fatto reagire in un processo di polimerizzazione in soluzione alcalina. I leganti creati furono chiamati "geopolimeri", ma oggi la maggior parte degli alluminosilicati sono sottoprodotti di combustione organica, come le ceneri volanti della combustione del carbone. Questi polimeri inorganici hanno una composizione chimica in qualche modo simile ai materiali zeolitici ma sono solidi amorfi, non sono dotati di una struttura cristallina.

## Struttura
La reazione chimica che origina i geopolimeri segue un processo con più passi:
1. la dissoluzione degli atomi di Si e Al del materiale dovuta agli ioni idrossido in soluzione;
2. la riorientazione degli ioni precursori in soluzione;
3. la riorganizzazione in polimeri inorganici attraverso reazioni di policondensazione.

La rete del polimero inorganico è in generale un gel alluminosilicato tridimensionale altamente coordinato, con le cariche negative sui siti tetraedrici Al(III) bilanciate dai cationi del metallo alcalino.

## Storia
Davidovits combinò la sua esperienza nella chimica degli alluminosilicati con un grande interesse per l'archeologia, in particolare per quella dell'antico Egitto, e le sue analisi sui blocchi di alcune delle maggiori piramidi egizie lo portarono a ipotizzare che questi, invece di essere rocce calcaree trascinate in posizione, fossero composte di geopolimeri, creati nella loro posizione finale nella struttura. Considerò inoltre che il cemento romano, e i piccoli manufatti che si credevano in sasso della civiltà Tiahuanaco facessero uso della conoscenza di tecniche geopolimeriche.